# Narcissus × odorus
Narcissus × odorus là một loài thực vật có hoa lai ghép trong họ Amaryllidaceae. Loài này được L. mô tả khoa học đầu tiên năm 1756.